# Monomachidae
Monomachidae  (лат.) — семейство паразитических наездников надсемейства Proctotrupoidea (в составе Diaprioidea) отряда Перепончатокрылые насекомые. В ископаемом состоянии известны, начиная с раннего эоцена.

## Описание
Встречаются, главным образом, в Южном полушарии. Австралия. Новая Гвинея. Неотропика: Аргентина, Перу, Чили, и далее на север до южных штатов Мексики (Оахака, Чьяпас). Длина 1—2 см. Брюшко самок тонкое, вытянутое. Нижнечелюстные щупики состоят из 5 члеников, а нижнегубные — из трёх. Формула шпор голени: 1,2,2. Стебелёк брюшка (петиоль) трубчатый, усики состоят из 14 члеников у самцов и из 15 у самок. Паразитируют на пупариях и личинках двукрылых (Diptera, Stratiomyiidae, Chiromyzinae).

## Систематика
2 современных рода и около 20 видов. Предковое семейство для Diapriidae и Proctotrupoidea, вероятно древняя группа (обладают более полным жилкованием крыльев, чем близкие семейства).
- Chasca Johnson & Musetti, 2012 — 2 вида (Перу и Чили)[6]
- Monomachus Klug, 1841 — Австралия (3 вида), Новая Гвинея (2), Южная Америка (~20)
  - Tetraconus Szepligeti — 1 вид в Бразилии[7]. В 2012 году сведён в синонимы к роду Monomachus[6].